# Leandro Donizete
Leandro Donizete Gonçalves da Silva, genannt Leandro Donizete, (* 18. Mai 1982 in Araraquara) ist ein ehemaliger brasilianischer Fußballspieler. Der Rechtsfuß wird im zentralen Mittelfeld eingesetzt.

## Karriere
Leandro Donizete startete seine Laufbahn bei Ferroviária in seiner Heimatstadt Araraquara. Nach seinem Wechsel zum Coritiba FC, bestritt er am 1. Juni 2008 lief er in der Série A gegen den Cruzeiro EC. In dem Spiel wurde er zur Halbzeitpause eingewechselt. Seinen ersten Auftritt auf internationaler Klubebene hatte der Spieler in der Copa Sudamericana 2009. Hier spielte er am 26. August gegen den EC Vitória.
Nach seinem Wechsel zu Atlético Mineiro 2012, gewann er mit dem Klub mehrere Titel. Unter anderem die Copa Libertadores 2013. Dieser Titel berechtigte zur Teilnahme an der FIFA-Klub-Weltmeisterschaft 2013. Donizete kam in den zwei Spielen des Klubs im Wettbewerb zum Einsatz und erreichte mit diesem den dritten Platz. Nach Zwischenstationen beim FC Santos und América Mineiro kam Donizete im Oktober 2020 zum Londrina EC. Mit diesem trat er in zwei Spielen in der Série C 2020 an.
In der Saison 2021 erhielt er im Mai einen Vertrag bei Betim Futebol. In der zweiten Liga der Staatsmeisterschaft von Minas Gerais bestritt Donizete mit Betim drei Spiele. Danach beendete er seine aktive Laufbahn.

## Erfolge
Ferroviária
- Staatspokal von São Paulo: 2006

Coritiba
- Staatsmeisterschaft von Paraná: 2008, 2010, 2011
- Série B: 2010

Atlético Mineiro
- Staatsmeisterschaft von Minas Gerais: 2012, 2013, 2015
- Copa Libertadores: 2013
- Recopa Sudamericana: 2014
- Copa do Brasil: 2014